# Wendell Alexis
Paul Wendell Alexis  (Brooklyn, Nueva York, 31 de julio de 1964) es un exjugador de baloncesto estadounidense que toda su carrera profesional transcurren en el baloncesto europeo, jugando durante dieciséis temporadas en seis países distintos, destacando principalmente en Alemania.. Con 2,03 metros de estatura, jugaba en la posición de alero. 

## Profesional
[actualizar]
Entre 1996 y 2002 defendió los colores del Alba Berlin de la Bundesliga, disputando un total de 341 partidos y anotando 5.922 puntos, lo que le convertirían en el máximo anotador de la historia del club alemán, que en septiembre de 2012 decidió retirar la camiseta con su dorsal en homenaje a su trayectoria.

### Selección nacional
Internacional con Estados Unidos. Participó en Mundial de Baloncesto 1998, consiguiendo la medalla de bronce. Los jugadores profesionales de la NBA no participaron en este mundial, debido a problemas laborales en su liga, y los norteamericanos seleccionaron jugadores profesionales que jugaban por entonces en Europa, CBA y NCAA.